# Cisplatí
El cisplatí o cis-diaminodicloroplatí(II) (CDDP) i nom IUPAC = (SP-4-2)-diaminodicloroplatí, amb la fórmula química H₆Cl₂N₂Pt, és un compost de coordinació, un medicament basat en el platí usat en quimioteràpia per al tractament de diversos tipus de càncer, entre els quals s'inclouen sarcomes, alguns carcinomes (p. ex. càncer de pulmó de cèl·lules petites, càncer d'ovari), linfomes i tumor de cèl·lules germinals. Va ser el primer membre d'una família de medicaments contra el càncer que actualment inclouen el carboplatí i oxaliplatí. Aquests complexos basats en el platí reaccionen in vivo, unint-se a l'ADN cel·lular i causant l'apoptosi de la cèl·lula (mort cel·lular programada).
S'administra per via intravenosa.

## Efectes secundaris
El cisplatí té una sèrie d'efectes secundaris que poden limitar el seu ús:
- Nefrotoxicitat (dany al ronyó)
- Neurotoxicitat (dany a les neurones)
- Nàusea i vòmits
- Ototoxicitat (pèrdua de l'oïda)
- Alopècia (caiguda del cabell): però no és freqüent amb el cisplatí.
- Desequilibris electrolítics: El cisplatí pot causar hipomagnesèmia, hipopotasèmia i hipocalcèmia.

## Història
El compost cis-PtCl₂(NH₃)₂ va ser descrit per primera M. Peyrone en 1845, i conegut com a sal de Peyrone. L'estructura va ser descoberta per Alfred Werner el 1893.